# Болгаро-албанские отношения
Болгаро-албанские отношения - это двусторонние дипломатические отношения между Албанией и Болгарией. 
Дипломатические отношения между Албанией и Болгарией были установлены в апреле 1913 года, а 10 октября 1922 года Констадин Бошняк вручил свои верительные грамоты в качестве главы албанской миссии в Софии. В марте 1954 года Албания и Болгария повысили свои дипломатические представительства до уровня посольств. С начала 60-х годов посольства двух стран возглавляли временные поверенные в делах, и 25 января 1988 года было заключено соглашение об обмене послами.
Как член Европейского союза (ЕС), Болгария поддерживает заявку Албании на вступление в ЕС.

## История
Территория современной Албании была частью Болгарской империи в определенные периоды Средневековья. Большая часть Албании вошла в состав Первой Болгарской империи в начале 840-х годов во время правления хана Пресиана. Некоторые прибрежные районы, такие как город Дуррес, в течение этого времени оставались под византийским контролем. Византийцы постепенно отвоёвывали оставшуюся часть Албании с упадком Первой Болгарской империи, взяв последние горные крепости в 1018-1019 годах. Во времена византийского правления Албания стала центром крупного, хотя и неудачного болгарского восстания.
Последним болгарским императором, управлявшим всей территорией, был Иван Асень II (1218-1241) из Второй Болгарской империи. Упадок Болгарии продолжался, и страна потеряла свои последние крепости в Албании при Константине Тихомирове (1257-1277).
Во время албанского национального пробуждения многие болгарские добровольцы присоединились к албанцам Ceta, возглавляемым Черчизом Топулли и Михалом Грамено. Кроме того, Болгария помогала Албании, печатая албанские книги и газеты в то время, когда албанский язык был запрещен Османской империей и соседними завоевателями.
Во время Второй Балканской войны албанцы помогли Болгарии и послали войска во главе с Исой Болетини. Некоторыми из этих сражений были восстания в Охриде и Дебаре, восстание в Крезне Разлог и другие восстания. Даже во время Илинденского восстания было много албанских добровольцев, сражавшихся бок о бок с болгарскими войсками. С тех пор многие болгары считают албанцев друзьями и историческими союзниками.